# Southern Sudan Television
SSTV ou télévision sud-soudanaise (Southern Sudan Television) est une chaîne de télévision généraliste publique sud-soudanaise. Ciblant en priorité la population de ce pays, auprès de laquelle elle assure une mission de service public, elle peut également être reçue dans toute l'Afrique du Nord, au Proche et au Moyen-Orient ainsi qu'en Europe par l'intermédiaire du satellite Badr-4 (Arabsat).

## Histoire
La chaîne a commencé sous la direction du gouvernement d'autonomie du Soudan du Sud (faite à la suite d'un accord de paix en 2005) le 18 décembre 2010 via satellite
Après quelques mois de sa première émission, elle devait faire face à un gros problème: payer le prix de la transmission via Arabsat Badr-4 à Organisation arabe des Satellites de communications... à cause de l'indépendance de ce pays.
En effet, chaque pays doit payer le loyer d'Arabsat pour pouvoir diffuser l'ensemble de ses chaînes. Or, le Soudan du Sud nouvellement créée ne l'a pas fait car au début de l'année, la chaîne était encore diffusée grâce au loyer de sa république mère. De ce fait, la chaîne risque de voir interrompre la diffusion de ses programmes à partir de ce satellite

## Organisation
C'est une chaîne publique. La diffusion se fait pour l'instant exclusivement via satellite.

## Identité visuelle

### Logos

Logo de la chaîne depuis sa création

### Slogan
- « Truly African »

## Indépendance sud-soudanaise
À l'occasion de l'indépendance du Soudan du Sud le 9 juillet 2011, la chaîne émet une couverture complète de ce qui s'est passé le long de la semaine. De même, elle a diffusé la célébration de cet évènement unique pour les sud-soudanais.